# Estadi Cicero
L'Estadi Cicero és un estadi multi usos situat a Asmara, Eritrea. Va ser inaugurat el 1939 i renovat el 1959 i és usat per la pràctica del futbol i l'atletisme. Té una capacitat per a 6.000 espectadors
És la seu habitual de la selecció de futbol d'Eritrea i dels clubs Red Sea FC, Adulis Club, Hintsa FC i Edaga Hamus.
L'estadi va ser construït el 1938 durant la colonització italiana del país, per l'empresari italià Francesco Cicero. Inicialment fou utilitzat pel club GS Asmara. Fou seu de la Copa d'Àfrica de Nacions de 1968.